# Santa Teresinha (Mesquita)
Santa Teresinha é um bairro do município brasileiro de Mesquita, estado do Rio de Janeiro.
Faz divisa com os bairros Alto Uruguai, Édson Passos,Chatuba e Centro.

## História
Durante muito tempo essa região foi conhecida como Vila Santa Terezinha, que era de propriedade da Cia Horácio Lemos Ltda. que por sua vez, fez grandes loteamentos da região durante a década de 1940 e 50, período em que a região teve um grande crescimento populacional devido aos loteamentos e baixo preços das terras. Neste bairro viveu José Pereira dos Santos.